# Wikidata
Wikidata ist eine frei bearbeitbare Wissensdatenbank, die unter anderem das Ziel hat, Wikipedia zu unterstützen. Das Projekt wurde von Wikimedia Deutschland gestartet und stellt als gemeinsame Quelle bestimmte Datentypen für Wikimedia-Projekte bereit, zum Beispiel Geburtsdaten oder sonstige allgemeingültige Daten, die in allen Artikeln der Wikimedia-Projekte verwendet werden können.
Seit dem Start 2012 verzeichnet Wikidata ein starkes Wachstum an Einträgen, seit 2022 sind mehr als 100 Millionen Datenobjekte vorhanden. Damit ist Wikidata nach eigenen Angaben die größte kollaborativ erstellte Sammlung offener Daten weltweit.
Die Angaben in Wikidata stehen unter der Creative-Commons-Lizenz CC0 1.0 Universal (CC0 1.0) Public Domain Dedication. Dadurch können die Daten ohne Angabe eines Urhebers frei verwendet werden. Alle anderen Namensräume stehen unter der Creative-Commons-Attribution/Share-Alike-Lizenz (CC BY-SA 4.0) und anderen Lizenzen.

## Aufbau

Aufbau einer Wikidata-Aussage

Der Hauptnamensraum (HNR) der Wikidata ist eine Sammlung von Objekten (bezeichnet mit dem Präfix „Q“ und einer direkt darauf folgenden Zahl). Die Objekte wiederum bestehen aus beliebig vielen Aussagen und Behauptungen (bezeichnet mit dem Präfix „P“ für englisch property und einer Zahl). Diese Eigenschaften können mit Qualifikatoren (ebenfalls mit dem Präfix „P“ bezeichnet) weiter präzisiert werden. Durch Quellen belegte Behauptungen werden Aussagen genannt. Im Zuge der Integration des Wikipedia-Schwesterprojekts Wiktionary, das ein mehrsprachiges Wörterbuch erarbeitet, wurde die Möglichkeit geschaffen, auch Lexeme direkt in Wikidata als Datenobjekte anzulegen.
Wikidata wird, wie alle Projekte der Wikimedia Foundation, auf der Basis von MediaWiki betrieben, das um Komponenten mit dem Namen Wikibase erweitert werden musste, um mit strukturierten Daten umgehen zu können. Wikibase besteht aus dem Wikibase Repository, in dem die Daten abgelegt und verwaltet werden, und dem dazugehörigen Wikibase Client, mit dem man auf das Repositorium zugreifen kann.
Wikidata ermöglicht beispielsweise die Pflege von Normdaten an einem zentralen Ort, wie etwa den Library of Congress Authorities (LCAuth), die von Wikimedia-Projekten, insbesondere von Wikipedia, benutzt werden. Genauso können Daten zu Programm-Versionen einmalig in Wikidata statt auf vielen Projekten individuell bearbeitet werden, was vor allem für kleinere Projekte eine erhebliche Arbeitsentlastung bedeutet.

## Geschichte

Entwicklung der Datenobjektzahlen auf Wikidata

Beispiel einer Liste von US-Präsidenten mit Ehepartnern in der Darstellung als Graph

Wikidata-Abfragedienst mit SPARQL-Beispiel unter query.Wikidata.org

Wikidata war das erste neue Projekt der Wikimedia Foundation seit 2006. Das Projekt Wikidata wurde erstmals im September 2004 von Erik Möller vorgeschlagen. Magnus Manske implementierte kurz darauf einen ersten Prototyp, der die grundsätzliche Machbarkeit des Projekts demonstrierte. Die eigentliche Umsetzung begann schließlich im April 2012 und wurde durch Spenden von Paul Allens Allen Institute for Artificial Intelligence, der Gordon and Betty Moore Foundation und Google Inc. mit insgesamt 1,3 Millionen Euro finanziert. Die Finanzierung durch Spenden lief offiziell bis zum Frühjahr 2013; für den Zeitraum danach plante Wikimedia Deutschland, eine Anschlussfinanzierung zu finden.
Von großem Einfluss auf die Entwicklung von Wikidata war die Semantic MediaWiki von Markus Krötzsch und Denny Vrandečić, die beide an Wikidata mitarbeiten (Vrandečić war 2012 Projektleiter von Wikidata bei Wikimedia Deutschland).
Am 15. Dezember 2012 wurde das einmillionste Datenobjekt eingetragen.
Der inzwischen abgeschlossene Projektplan sah drei Phasen vor:
- Phase 1 begann am 30. Oktober 2012 mit dem offiziellen Start von Wikidata und seiner Freigabe für die Bearbeitung. Zunächst wurden die in den einzelnen Wikipedias lokal im Wikitext gespeicherten Sprachlinks in Wikidata zu Datenobjekten (englisch Items) zentral zusammengeführt und mit Bezeichnungen und Beschreibungen versehen. Bei diesen Aufgaben wurden vor allem automatische Computerskripte (auch bekannt als Bots) eingesetzt. Anfangs konnten nur Sprachlinks eingefügt werden. Ab dem 14. Januar 2013 waren diese in der ungarischsprachigen Wikipedia verfügbar,[11] am 30. Januar 2013 wurden sie in der hebräischen und der italienischen[12] und am 13. Februar in der englischsprachigen Wikipedia freigeschaltet[13] und seit 6. März 2013 sind sie in allen Sprachversionen verfügbar.[14]

- Am 4. Februar 2013 ging die „Phase 2“ mit noch limitiertem Funktionsumfang in Betrieb. Hier wurden Aussagen zu Datenobjekten hinzugefügt (Beispiel Marie Curie: Geburtsort → Warschau). Diese Informationen wurden zum Teil automatisiert aus Wikipedia-Infoboxen und -Kategorien übertragen. Ziel ist es, Informationen auf Infoboxen in den Wikipedia-Sprachversionen zentral in Wikidata zu speichern und diese bei Bedarf in Wikipedia zu verwenden. Am 27. März 2013 wurde in den ersten elf Wikipedia-Sprachversionen die Unterstützung für Phase 2 aktiviert. Am 23. April zogen die restlichen Wikipedias nach, darunter auch die deutschsprachige Wikipedia.[15]

- Seit Phase 3 ist es möglich, automatisiert Listen mit Daten aus Wikidata zu erstellen. Zu den manuell erstellten und gewarteten Tabellen und Listen innerhalb der Wikipedia gibt es seither zahlreiche Möglichkeiten Listen automatisiert erstellen zu lassen.

Im Jahr 2013 spendete IBM das Preisgeld des Feigenbaum-Preises 2013 für das Watson-Projekt an die Wikimedia Foundation und namentlich Wikidata, weil die Wikipedia einen großen Beitrag zum Erfolg des Projektes geleistet habe und Wikidata es sich zum Ziel gesetzt habe, Menschen wie Maschinen leichteren Zugang zu Wissen zu verschaffen.
Ende 2014 gab Google bekannt, die eigene Faktendatenbank Freebase im Jahr 2015 zugunsten des Wikidata-Projektes zu schließen. Um Daten einfacher nach Wikidata übernehmen zu können, wurde ein Importtool bereitgestellt. Bis Mitte 2019 sind aber von etwa 10 Millionen Datensätzen nur etwa 528.000 bzw. weniger als fünf Prozent in Wikidata übernommen worden.
Seit Oktober 2016 wird der offizielle Abfragedienst bereitgestellt, der die Ausführung von SPARQL-Abfragen ermöglicht. Das allgemeine Suchfeld von MediaWiki auf wikidata.org ermöglicht das Suchen nach Objekten, Lexemen, Eigenschaften und Eigenschaften-Schemata anhand ihrer Bezeichner.

## Verbreitung
Eine Umfrage, die der Bibliotheks-Dienstleister OCLC im Jahr 2018 durchgeführt hatte, ergab, dass Wikidata unter den Linked-Data-Projekten, aus denen Daten in eigene Angebote übernommen wurden, mit 41 % der Befragten den Platz fünf einnahm – vor WorldCat und ISNI, aber deutlich nach der Library of Congress und VIAF. Im Vergleich zu 2015 sei Wikidata vor allem für Bibliotheken, Museen und Archive bedeutsamer geworden.
Im Mai 2019 wurde bekannt, dass die Library of Congress Daten aus Wikidata in ihre Normdaten integrieren werde.

## Kritik
Insbesondere in der Anfangszeit von Wikidata wurde kritisiert, dass eine Lizenz ohne Copyleft verwendet wird. Auch die Qualität des Datenbestands von Wikidata stand wiederholt in der Kritik. Eine vergleichende Untersuchung der Datenqualität von DBpedia, Freebase, OpenCyc, Wikidata und YAGO kam im November 2017 zu dem Ergebnis, keine der genannten Knowledge Graphs eigne sich für alle denkbaren Zwecke.

## Auszeichnungen
2014 erhielt Wikidata den Open Data Innovation Award.

## Sonstiges
Im Juli 2015 stellten Bachelorstudenten des Hasso-Plattner-Instituts der Universität Potsdam ein Projekt vor, das „Vollständigkeit und Korrektheit der Daten des rasant wachsenden Datenbestands sicherstellen“ soll. Zur Konsistenzprüfung hinzugezogen werden dazu unter anderem Daten der Deutschen Nationalbibliothek und der Internet Movie Database.
Das Logo stammt von Arun Ganesh und wurde im Rahmen eines Wettbewerbs ausgewählt. Der stilisierte Barcode bildet zugleich das Wort „Wiki“ in Morsezeichen und in den Farben der Wikimedia-Projekte ab.